# Xã Cameron, Quận Murray, Minnesota
Xã Cameron (tiếng Anh: Cameron Township) là một xã thuộc quận Murray, tiểu bang Minnesota, Hoa Kỳ. Năm 2010, dân số của xã này là 137 người.